# تسدر ویلکیه
تسدر ویلکیه (به لهستانی:  Cedry Wielkie) یک روستا در لهستان است که در گمینا تسدر ویلکیه واقع شده‌است. تسدر ویلکیه ۱٬۰۰۷ نفر جمعیت دارد.